# Исторический центр Сьенфуэгоса
Исторический центр колониального города Сьенфуэгос, основанного в 1819 г. в испанских владениях на Кубе, изначально был заселён иммигрантами французского происхождения. Он стал центром торговли сахарным тростником, табаком и кофе. Расположенный на берегу Карибского моря, на юге центральной части Кубы, в самом сердце района, производящего сахарный тростник, манго, табак и кофе, город сначала развивался в классическом стиле. Позднее его архитектура стала более эклектичной, однако до наших дней здесь сохранился гармоничный и целостный городской ландшафт. 
Сьенфуэгос — это первый выдающийся пример архитектурного ансамбля, в котором отразились распространившиеся с XIX века в Латинской Америке идеи модернизации, коммунальной гигиены и упорядочения градостроительства.
Включенный в список исторический центр занимает площадь 70 гектаров и окружен буферной зоной площадью 105 гектаров, которая простирается на юг вдоль восточной стороны порта.
Среди наиболее интересных зданий — Дворец правительства (ратуша), школа Сан-Лоренсо, Епархиальное управление, дворец Феррер, бывший лицей, ряд жилых домов. 